# Museu do Holocausto de Curitiba
Il Museu do Holocausto de Curitiba (in italiano Museo dell'Olocausto di Curitiba) è un museo situato nella città di Curitiba, capitale dello stato brasiliano del Paraná. È il primo nel genere in Brasile, persegue l'obiettivo di mantenere viva la memoria dell'Olocausto attraverso la testimonianza delle vittime e dei sopravvissuti.

## Descrizione
Il museo è stato ideato da Miguel Krigsner, presidente dell'Associação Casa de Cultura Beit Yaacov e fondatore del gruppo cosmetico brasiliano O Boticário, in collaborazione con Base7 Projetos Culturais.   È stato allestito su un'area di circa 400 metri quadrati, accanto al Centro Israelita do Paraná, presso l'edificio della nuova sinagoga Beit Yaacov al centro di Curitiba.
Il programma delle visite è concordato in anticipo e le guide turistiche sono disponibili gratuitamente. Tramite le risorse audiovisive viene raccontata parte della storia che ha portato all'Olocausto, il suo impatto e le conseguenze sul popolo ebraico. In mostra c'è anche l'elenco completo dei nomi dei Giusti tra le Nazioni.
La ricerca storica si è svolta tra novembre 2009 e 2011, la realizzazione è avvenuta nel marzo 2011. Hanno contribuito al materiale audiovisivo diverse istituzioni brasiliane e straniere interessate alla conservazione della memoria, all'educazione e alla ricerca legate all'Olocausto, tra cui: 
- Yad Vashem;
- il United States Holocaust Memorial Museum di Washington;
- la USC Shoah Foundation Institute - The Institute for Visual History and Education;
- il Museo statale di Auschwitz-Birkenau;
- Majdanek;
- il Mémorial de la Shoah a Parigi;
- il Cultural Institute Soto Delatorre.

Alla cerimonia di inaugurazione ufficiale del 20 novembre 2011 erano presenti il Segretario brasiliano per i diritti umani Maria do Rosario, il governatore del Paraná Beto Richa, l'ambasciatore d'Israele Rafael Eldad e il sindaco Luciano Ducci. Hanno partecipato circa 800 persone, tra cui anche il console generale di Israele a San Paolo Ilan Sztulman, l'ex governatore Jaime Lerner, Claudio Lottenberg, capo della Confederação Israelita do Brasil (CONIB), il presidente della Federazione Israelita in Paraná Manoel Knophfolz, l'arcivescovo di Curitiba Moacyr José Vitti, numerosi sopravvissuti e discendenti di sopravvissuti all'olocausto come Ben Abraham e George Legmann.